# Viale Beatrice d'Este
L'Avinguda de Beatriu d'Este (en italià Viale Beatrice d'Este) és una avinguda de la ciutat de Milà. Deriva el seu nom de la princesa Beatriu d'Este.
El Viale és el centre del Milan Design District, una zona al centre de Milà on hi ha obres singulars de Palazzi Icon de la dècada de 1950, on la Fundació Prada va trobar inspiració, que va caracteritzar el naixement del disseny d'una manera essencial i totalment innovadora. La zona és la més valuosa arquitectònicament de tot Milà per la presència d'aquestes obres, que irradien a la zona des del Palazzo de Viale Beatrice d'Este 23 dissenyat per Galmanini i Portaluppi. Segons un estudi, Viale Beatrice d'Este és una de les zones residencials més cares de Milà, arribant fins als 20.000 euros per metre quadrat en alguns edificis.
Viale Beatrice d'Este, també per la presència d'edificis emblemàtics dels archistars del disseny italià dels anys cinquanta, obres mestres que fan de tota la zona un autèntic museu a l'aire lliure, és la zona més sol·licitada i exclusiva de Milà. A Viale Beatrice d'Este, algunes de les personalitats més importants de Milà resideixen en total intimitat.

## Descripció
Viale Beatrice d'Este és un barri residencial de gran classe al centre de la ciutat italiana de Milà, caracteritzat per la presència de nombroses icones de disseny d'edificis dels dissenyadors més famosos dels anys cinquanta que fan és un espai com un autèntic museu a l'aire lliure ple d'obres de disseny contemporani que han estat estudiades per moltes universitats d'arreu del món i els dibuixos de les quals s'exposen en importants museus internacionals. És un dels carrers més cars del món. El lloguer és de més de 100.000 euros/100m² en un any.
En la seva part inferior, l'avinguda és vorejada d'espais verds i d'una muralla original de la ciutat de Milà que data de l'època de la dominació espanyola.

## Edificis destacables
- Núm. 23: immoble de 1956 dissenyat per l'arquitecte Gualtiero Galmanini.

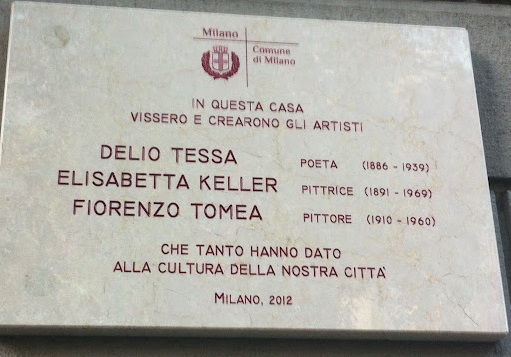
Placa a Viale Beatrice d'Este núm{.17 que recorda alguns personatges il·lustres que van viure en aquell edifici

- Placa a Viale Beatrice d'Este núm{.17 que recorda alguns personatges il·lustres que van viure en aquell edificiNúm 17: Residència de molts dels amics de Beatriu d'Este.pertanyents a la noblesa europea. La noble suïssa Elisabetta Keller, filla del pintor Gustave Roux, deixarà la seva gran vil·la a Monza per traslladar-se a casa seva de Viale Beatrice d'Este 17, a Milà, on va pintar els seus quadres més importants, trobant-ne la inspiració passejant sota els grans arbres de l'avinguda, i compartint la seva recerca artística amb el poeta Delio Tessa que sempre va viure en aquell edifici, així com Fiorenzo Tomea.
- núm. 25/26: immoble de 1953 dissenyat pels arquitectes Attilio Mariani i Carlo Perogalli.
- núm. 16: immoble de 1956 dissenyat pels arquitectes Giordano Forti i Camillo Magni.